# Sophie Zeitz

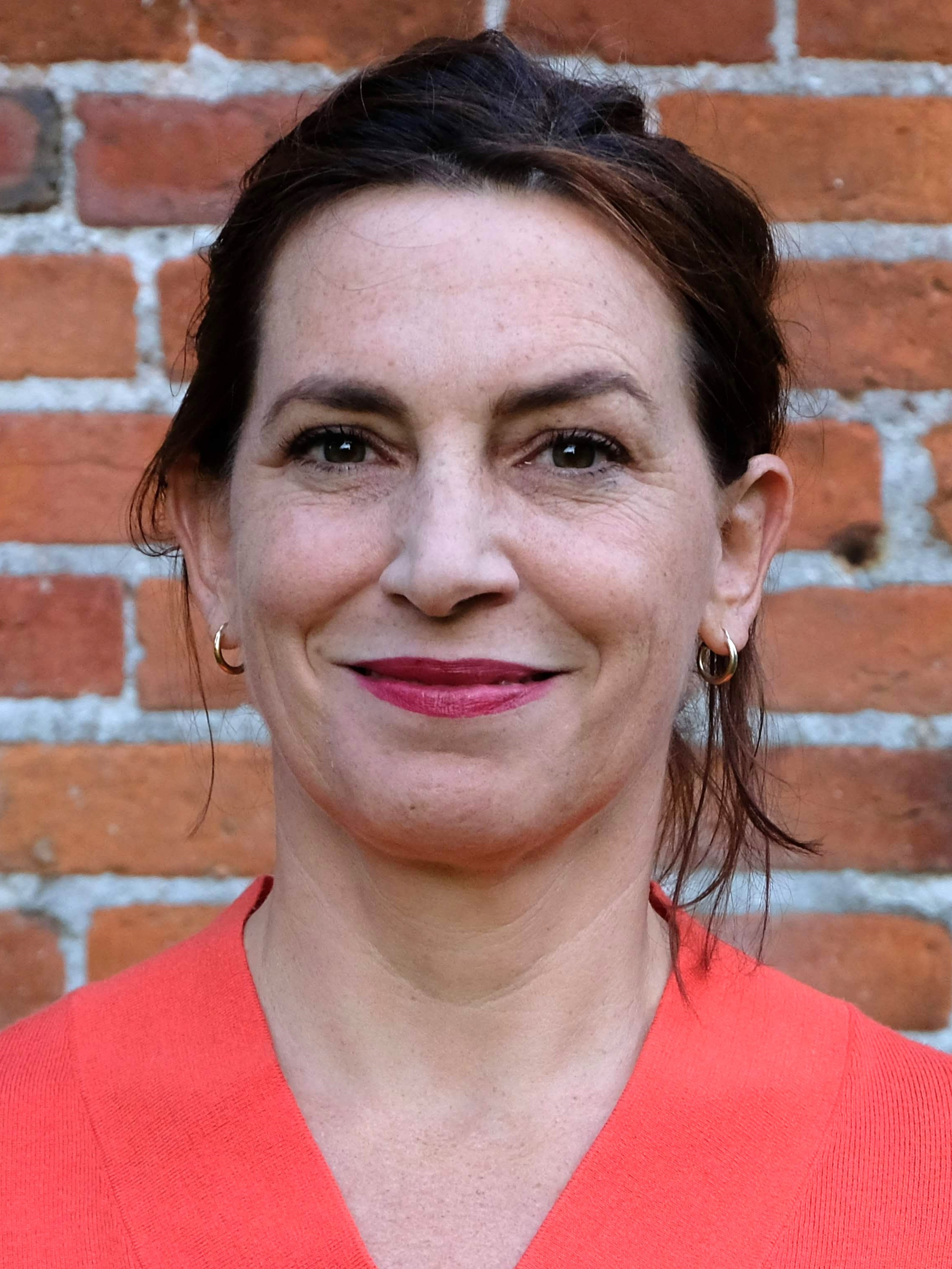
Sophie Zeitz (2019)

Sophie Zeitz (* 21. März 1972 in Frankfurt am Main) ist eine deutsche Literaturübersetzerin.

## Leben
Sophie Zeitz wurde in Frankfurt am Main geboren. Während der Schulzeit verbrachte sie ein Jahr an einem Internat in Maine. Sie studierte Amerikanische Literaturgeschichte, Romanistik und Philosophie in Heidelberg, Granada (Erasmus) und München und absolvierte nach dem Magister einen Aufbaustudiengang für Literaturübersetzung. Von 1998 bis 2001 war sie Lektorin bei dtv in München. 2001 machte sie sich als freiberufliche Literaturübersetzerin selbstständig und zog nach Berlin. 2002 nahm sie an der Berliner Übersetzerwerkstatt im LCB teil. Von 2004 bis 2006 war sie Schlussredakteurin der Zeitschrift Der Freund. Von 2007 bis 2014 lebte sie u. a. in Brooklyn und der Toskana. Sie übersetzt zeitgenössische literarische Romane aus dem Englischen und lebt in Berlin.
Sophie Zeitz ist Mitglied im Übersetzerverband VdÜ und bei Mensa. Sie ist die Schwester von Lisa Zeitz.

## Auszeichnungen
- 2022 Arbeitsstipendium des Deutschen Übersetzerfonds[5]
- 2013 Jugendliteraturpreis[6]
- 2013 Usinger Buchfinkenpreis
- 2012 Kinder- und Jugendhörbuchpreis
- 2012 Buxtehuder Bulle et al.

## Übersetzungen (Auswahl)
- Kaliane Bradley: Das Ministerium der Zeit, Penguin 2025.
- Taffy Brodesser-Akner: Die Fletchers von Long Island, Eichborn 2025.
- Tess Gunty: Der Kaninchenstall, Kiepenheuer & Witsch 2023.
- Leslie Jamison: Splitter, Claassen 2024.
- Leslie Jamison: Es muss schreien, es muss brennen, Hanser Berlin 2020.
- Saba Sams: Send Nudes, Piper 2023.
- Tamar Halpern: California Girl, Diogenes 2023.
- Douglas Stuart: Young Mungo, Hanser Berlin 2023.
- Douglas Stuart: Shuggie Bain, Hanser Berlin 2021.
- Christoph Niemann: Pianoforte, Abstractometer Press 2021.
- Christoph Niemann: Sunday Sketching, Knesebeck 2016.
- Leanne Shapton: Gästebuch, Suhrkamp 2020.
- Leanne Shapton et al: Frauen und Kleider, S. Fischer 2015.
- Leanne Shapton: Bahnen ziehen, Suhrkamp 2012.
- Lena Dunham: Not That Kind of Girl (mit Tobias Schnettler), S. Fischer 2014.
- John Green: Tuberkulose, Hanser 2025.
- John Green: Schlaft gut, ihr fiesen Gedanken, Hanser 2017.
- John Green: Das Schicksal ist ein mieser Verräter, Hanser 2012.
- John Green: Margos Spuren, Hanser 2010.
- John Green: Die erste Liebe [nach 19 vergeblichen Versuchen], Hanser 2008.
- John Green: Eine wie Alaska, Hanser 2007.
- Jilliane Hoffman: Cupido, Wunderlich 2004.
- Jilliane Hoffman: Morpheus, Wunderlich 2005
- Jilliane Hoffman: Mädchenfänger, Wunderlich 2010.
- Karin Slaughter: Dreh dich nicht um, Wunderlich 2005.
- Karin Slaughter: Schattenblume, Wunderlich 2006.
- Karin Slaughter: Gottlos, Wunderlich 2007.
- Edgar Allan Poe: Detektivgeschichten, dtv 2009.
- Joseph Conrad: Herz der Finsternis, dtv 2009.
- Henry David Thoreau: Walden – Ein Leben mit der Natur (mit Erika Ziha), dtv 1999.

## Presse
Über Der Kaninchenstall von Tess Gunty:

„So eine schöne Verschwendung – und gleich der National Book Award: Tess Gunty verwandelt in ihrem Debütroman Der Kaninchenstall eine amerikanische Jugend in herrlich irre Prosa“

Über Shuggie Bain von Douglas Stuart:

„Einen eigenen Preis hätte die Übersetzerin Sophie Zeitz verdient, die den Glasgower Stahlarbeiterdialekt in ein ortloses Proletarier-Deutsch übertragen hat, das nach Rostock und Bottrop, nach Rothmann und Grass gleichzeitig klingt, aber tatsächlich das Kunststück vollbringt, kein Regionalismus zu werden.“

Über John Green:

„Die Übersetzerin Sophie Zeitz trifft für die deutsche Hazel genau den richtigen Ton … John Greens Roman leuchtet aus der Dunkelheit als ein Plädoyer fürs Lesen und Denken.“

„Kein falsches Wort, nirgends.“